# Östersunds västra station
Östersunds västra station är en järnvägsstation i Östersund på Mittbanan, cirka en kilometer från Östersund centralstation i riktning Storlien.

## Historik
Stationen öppnades 1887 och ligger centralt vid Badhusparken i Östersund. Den 28 maj 1967 stängdes stationen, men öppnades åter den 9 juni 1992 som ändstation för Mittlinjentågen Sundsvall-Östersund.